# Roland VP-330

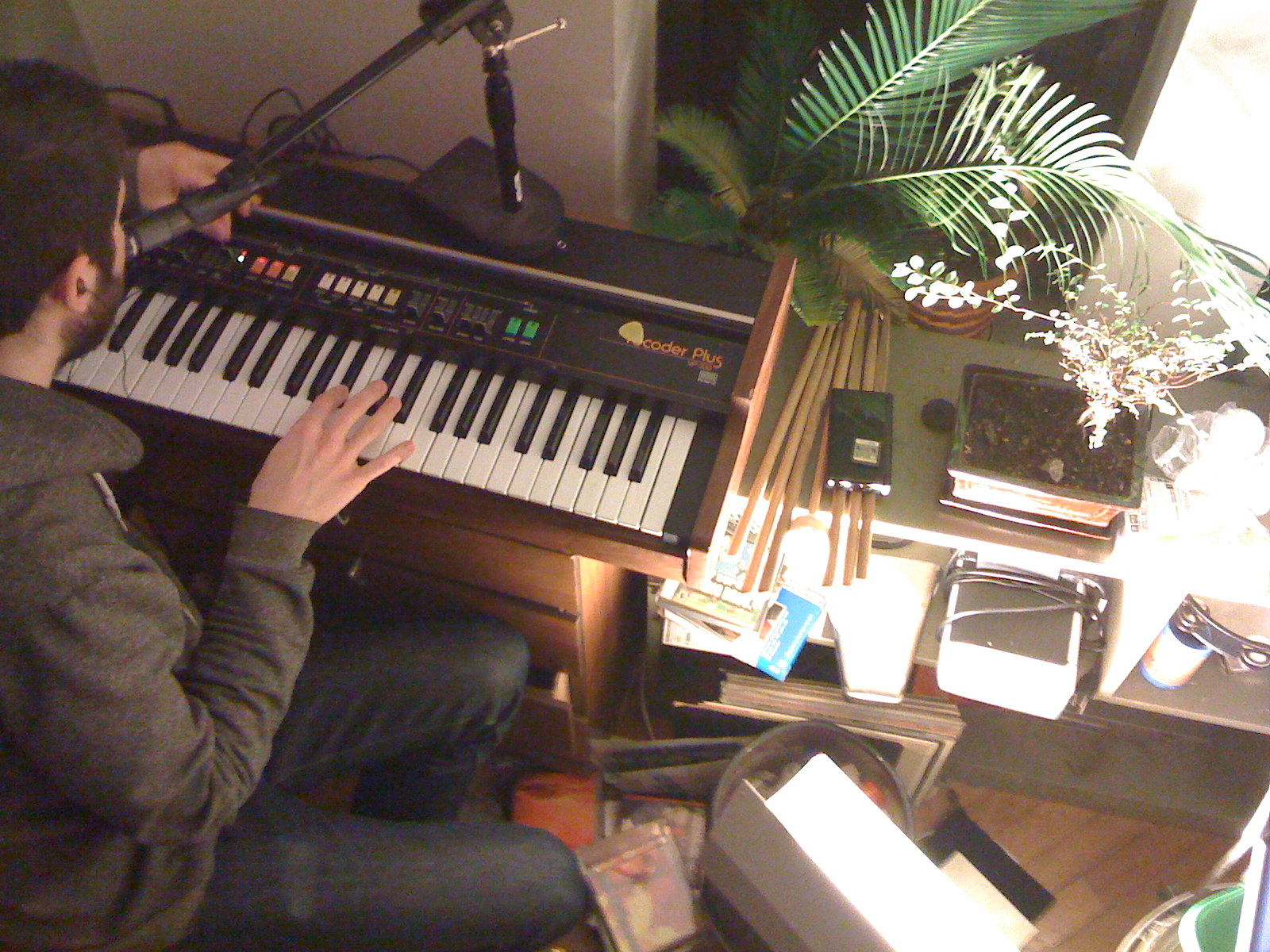
Roland VP-330

Le Roland VP-330 est un instrument hybride vocoder/chœurs/cordes produit de 1979 à 1980.
Il est doté d'un clavier quatre octaves avec pitch bend par curseur (d'une octave vers le bas) et auto-bend. 
Le VP-330 est basé sur un système « paraphonique » : toutes les notes peuvent être jouées en même temps, mais l'enveloppe est unique pour l'ensemble du clavier, elle est réenclenchée en jeu staccato, ce qui la rend difficile à jouer.
Le clavier est séparable (« splitable ») en deux parties égales auxquelles peuvent être affectées indifféremment une ou plusieurs des trois sections.
Ses entrées :
- une entrée micro (XLR et jack) pour le modulateur du vocoder ;
- une entrée audio externe pouvant servir de porteuse pour le vocoder ;
- une entrée pédale pour changer le pitch en temps réel ;
- une entrée assez inusuelle appelée vocoder hold, permettant de bloquer les filtres de synthèse du vocoder dans un état donné, afin de conserver le même formant ;
- absence d'une vraie entrée pédale sustain.

Le vocoder possède un réglage de cutoff du filtre de la porteuse ainsi qu'un interrupteur pour le chorus (« Ensemble »).
Les chœurs possèdent deux registres (8' et 4') ainsi que ce même interrupteur de chorus et un réglage de l'attaque.
Les cordes sont pourvues d'un réglage de cutoff du filtre et d'un réglage séparé de l'attaque (le chorus est toujours en fonction).
Le réglage de release est commun aux 3 sections, et un vibrato réglable en vitesse, retard et profondeur peut s'appliquer au vocoder et aux chœurs.

## Spécifications
- Oscillateurs : 3 VCO.
- Effet : « Ensemble » (chorus).
- LFO : vibrato avec intensité, délai et fréquence.
- VCA : niveaux de mélange séparés pour le Vocoder et les sections cordes et voix ; 20 suivis d'enveloppe.
- Filtres : 18 VCF : bande passante 54 db/octave ; 1 VCF, filtres passe-bas et passe-haut 54 db/octave ; 20 VCF : filtre passe-bas 18 db/octave avec plage dynamique de 60 db.
- Mémoire : aucune
- Clavier : 49 touches
- Contrôles : CV/Gate
- Fabrication : 1979-1980

## Les versions
Il existe deux versions et une variante du VP-330 :
- la version 1 (Mk1) avec interrupteurs à bascule et clavier à pan plein (style piano, mais avec un toucher très léger), circuits de chorus Reticon, jusqu'au numéro de série 901199 ;
- la version 2 (Mk2) avec poussoirs à LED et clavier à pan coupé (style synthé classique), circuits de chorus Panasonic, depuis le numéro de série 961450[2] ;
- une version supplémentaire avec l'habillage et les circuits du Mk1 et le filtre du Mk2, jusqu'au numéro de série 951449.

Ce synthétiseur existe également sous forme de module pour rack 19" (Roland SVC-350), dépourvue de clavier mais comprenant un égaliseur graphique.

## Artistes ayant utilisé le VP-330
- Mike Oldfield sur Five Miles Out
- Laurie Anderson sur Ô Superman
- Testrauschen
- TenCC sur I'm Not in Love
- Vangelis sur Chariots of Fire et Blade Runner

## Démonstrations et utilisation
- Vangelis, lors de ses concerts, posait des poids sur les touches pour compenser l'absence de sustain.
- Les trois sections du VP-330 sont utilisées sur I Can't Take It Anymore tiré de l'album See You Later de Vangelis.
- O Superman de Laurie Anderson[2].
- Testrauschen, groupe allemand utilisant le VP-330.